# Armin Khavari
Armin Khavari (* 1978/1979 in Teheran) ist ein ehemaliger deutscher Footballspieler.

## Leben
Khavari spielte ab 1991 bei den Berlin Rebels, dann bei den Berlin Adlern. In den Jahren 1998 und 1999 stand der Passverteidiger in Diensten der Hamburg Blue Devils, mit denen er 1998 den Sieg im Eurobowl errang.
Zur Saison 2000 zog es ihn zu den Kiel Baltic Hurricanes, danach trug er wieder die Farben der Berlin Adler. Seine Spielertätigkeit beendete Khavari 2006.
Als Trainer war er ab 2015 bei den Berlin Rebels beschäftigt und übernahm dort die Betreuung der Verteidigungsspieler.